# Bundestagsausschüsse des 16. Deutschen Bundestages
In der folgenden Liste sind die ständigen Bundestagsausschüsse des 16. Deutschen Bundestages (2005–2009) aufgeführt:
| Ausschuss                                                                                               | Vorsitz                | Mitglieder | CDU/CSU | SPD | FDP | Die Linke | Bündnis 90/ Die Grünen |
| --- | ---------------------- | ---------- | ------- | --- | --- | --------- | ---------------------- |
| Ausschuss für Wahlprüfung, Immunität und Geschäftsordnung                                               | Thomas Strobl          | 13:        | 5       | 5   | 1   | 1         | 1                      |
| Petitionsausschuss                                                                                      | Kersten Naumann        | 25:        | 9       | 9   | 3   | 2         | 2                      |
| Auswärtiger Ausschuss                                                                                   | Ruprecht Polenz        | 36:        | 13      | 13  | 4   | 3         | 3                      |
| Innenausschuss                                                                                          | Sebastian Edathy       | 36:        | 13      | 13  | 4   | 3         | 3                      |
| Sportausschuss                                                                                          | Peter Wilhelm Danckert | 16:        | 6       | 6   | 2   | 1         | 1                      |
| Rechtsausschuss                                                                                         | Andreas Schmidt        | 31:        | 11      | 11  | 3   | 3         | 3                      |
| Finanzausschuss                                                                                         | Eduard Oswald          | 33:        | 13      | 13  | 4   | 3         | 3                      |
| Haushaltsausschuss                                                                                      | Otto Fricke            | 41:        | 15      | 15  | 4   | 4         | 3                      |
| Ausschuss für Wirtschaft und Technologie                                                                | Edelgard Bulmahn       | 36:        | 13      | 13  | 4   | 3         | 3                      |
| Ausschuss für Ernährung, Landwirtschaft und Verbraucherschutz                                           | Ulrike Höfken          | 31:        | 11      | 11  | 3   | 3         | 3                      |
| Ausschuss für Arbeit und Soziales                                                                       | Gerald Weiß            | 36:        | 13      | 13  | 4   | 3         | 3                      |
| Verteidigungsausschuss                                                                                  | Ulrike Merten          | 30:        | 11      | 11  | 3   | 3         | 2                      |
| Ausschuss für Familie, Senioren, Frauen und Jugend                                                      | Kerstin Griese         | 31:        | 11      | 11  | 3   | 3         | 3                      |
| Ausschuss für Gesundheit                                                                                | Martina Bunge          | 31:        | 11      | 11  | 3   | 3         | 3                      |
| Ausschuss für Verkehr, Bau und Stadtentwicklung                                                         | Klaus Lippold          | 36:        | 13      | 13  | 4   | 3         | 3                      |
| Ausschuss für Umwelt, Naturschutz und Reaktorsicherheit                                                 | Petra Bierwirth        | 33:        | 11      | 11  | 3   | 3         | 3                      |
| Ausschuss für Menschenrechte und humanitäre Hilfe                                                       | Herta Däubler-Gmelin   | 16:        | 6       | 6   | 2   | 1         | 1                      |
| Ausschuss für Bildung, Forschung und Technikfolgenabschätzung                                           | Ulla Burchardt         | 31:        | 11      | 11  | 3   | 3         | 3                      |
| Ausschuss für wirtschaftliche Zusammenarbeit und Entwicklung                                            | Thilo Hoppe            | 22:        | 8       | 8   | 2   | 2         | 2                      |
| Ausschuss für Tourismus                                                                                 | Marlene Mortler        | 16:        | 6       | 6   | 2   | 1         | 1                      |
| Ausschuss für die Angelegenheiten der Europäischen Union Dazu kommen 16 Mitglieder des Europaparlaments | Gunther Krichbaum      | 33:        | 12      | 12  | 3   | 3         | 3                      |
| Ausschuss für Kultur und Medien                                                                         | Hans-Joachim Otto      | 20:        | 7       | 7   | 2   | 2         | 2                      |

Farbig markiert sind die Fraktionen, die im jeweiligen Ausschuss den Vorsitz stellen.